# روبرت شول
روبرت شول (بالألمانية: Robert Scholl) (و. 1891 – 1973 م) هو سياسي، واقتصادي، ومقاوم عسكري ألماني، توفي في شتوتغارت، عن عمر يناهز 82 عاماً.

## مناصب
تولى منصب اللورد العمدة (9 يونيو 1945–1948).

## روابط خارجية
- روبرت شول على موقع مونزينجر (الألمانية)